# Assemblea legislativa dell'Alberta
L'Assemblea legislativa dell'Alberta (in inglese: Legislative Assembly of Alberta, in francese: Assemblée législative de l'Alberta) è l'organo legislativo della provincia canadese dell'Alberta. Essa si riunisce nell'Alberta Legislature Building, situato nella capitale provinciale, Edmonton, ed è composta da 87 membri eletti a maggioranza in altrettanti distretti elettorali. Il leader del partito di maggioranza è anche il premier dell'Alberta e dirige il governo noto come consiglio esecutivo.
I tre compiti principali dell'Assemblea legislativa sono l'emanazione di nuove leggi, l'approvazione del bilancio statale e la supervisione del governo.

## Storia
La prima sessione della prima legislatura dell'Alberta si aprì il 15 marzo 1906 all'Arena Thistle di Edmonton, a nord di Jasper Avenue. Fu in questa arena che i membri dell'Alberta scelsero la capitale della provincia, Edmonton, e la futura sede dell'Assemblea legislativa dell'Alberta: la riva del fiume North Saskatchewan. Allan Merrick Jeffers, laureato alla Rhode Island School of Design (USA), è l'architetto scelto per costruire l'edificio. Nel settembre 1912, Sua Altezza Reale il Duca di Connaught, Governatore generale del Canada, dichiarò ufficialmente aperto l'edificio.

### Centenario dell'Alberta
Per celebrare il centenario della provincia dell'Alberta, sopra l'ingresso principale dell'edificio sono state installate vetrate colorate con il monogramma reale e gli emblemi dell'Alberta. "Sua Maestà la Regina" Elisabetta II ha svelato queste vetrate il 24 maggio 2005.

## Descrizione
Il massimo periodo fra due elezioni generali dell'assemblea è stabilito in cinque anni da una legge nazionale canadese. Il primo ministro ad ogni modo controlla la data delle elezioni e generalmente la fissa fra il quarto e il quinto anno del mandato. Dal 2011 l'Alberta ha fissato la data elettorale fra il 1º marzo e il 31 maggio del quarto anno successivo alla precedente consultazione. La provincia non ha mai avuto un governo di minoranza e quindi un'elezione non è mai stata il risultato di un voto di sfiducia da parte dell'assemblea.
Per candidarsi alle elezioni si deve essere cittadini canadesi di almeno 18 anni ed aver abitato in Alberta almeno sei mesi prima delle consultazioni. Senatori, membri della Camera dei Comuni e pregiudicati sono ineleggibili.

## Composizione
| Partito                                        | Leader         | Seggi   |
| ---------------------------------------------- | -------------- | ------- |
| Partito Conservatore Unito                     | Rachel Notley  | 63 / 87 |
| Nuovo Partito Democratico dell'Alberta         | Rachel Notley  | 24 / 87 |
| Partito Wildrose                               | Brian Jean     | 0 / 87  |
| Partito Conservatore Progressista dell'Alberta | Jason Kenney   | 0 / 87  |
| Partito Liberale dell'Alberta                  | David Khan     | 0 / 87  |
| Partito dell'Alberta                           | Stephen Mandel | 0 / 87  |